# Hoppen (motortaal)
Hoppen is het verplaatsen van een trialmotor zonder de voeten aan de grond te zetten, door op en neer te wippen. 
In de trialsport krijgt de rijder strafpunten als hij een of beide voeten aan de grond zet. Toch moet de motorfiets soms gedraaid worden op een zeer kleine oppervlakte.
Ook wel hop-hop genoemd.